# Brunnshuset

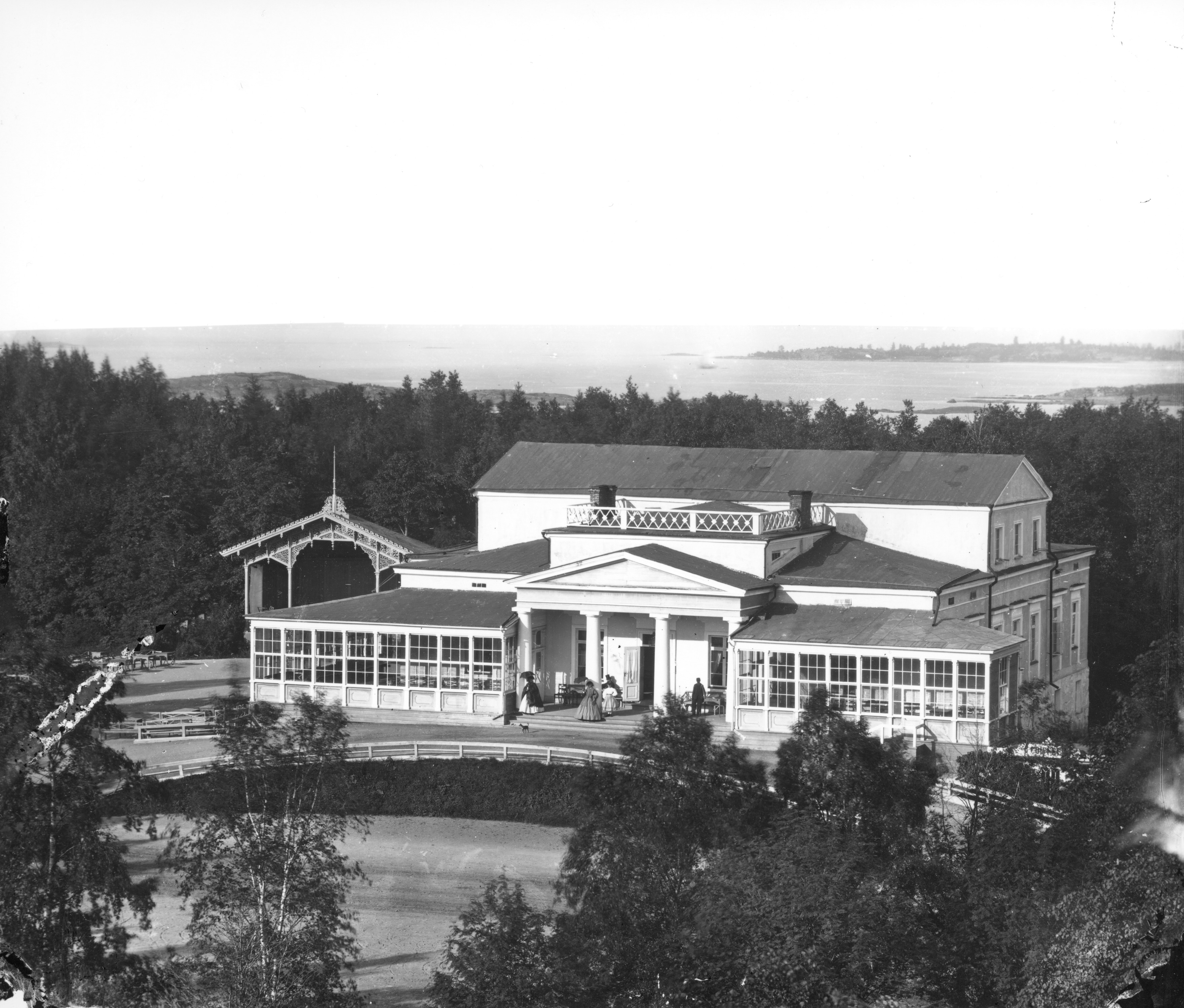
Brunnshuset på 1860-talet, med musikscenen bakom till vänster

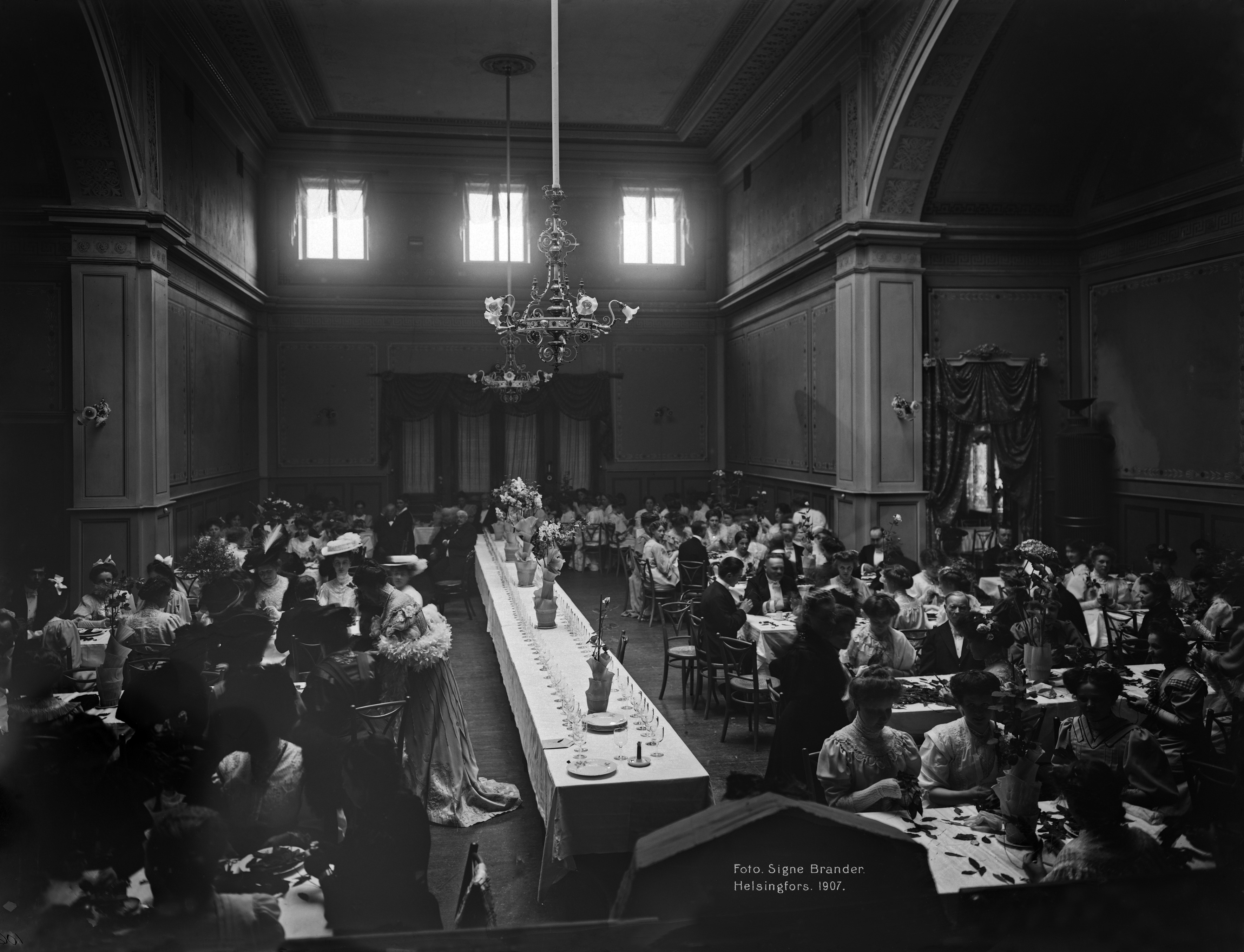
Middag för främjande av universitetet, 1907. Foto: Signe Brander.

Brunnshuset (finska: Kaivohuone) är en av de äldsta restaurangerna i Helsingfors. Den ligger vid Stora Parkgatan i Brunnsparken. Byggnaden ritades av Carl Ludvig Engel och stod färdig 1838. Byggnaden ägs av Helsingfors stad.
Brunnshuset byggdes som en del av anläggandet av Brunnsparken. Det då öde området utanför staden, som tidigare hade använts av militären, förvandlades till en park på initiativ av Henrik Borgström. I parken anlades  Brunnsparkens bad för att locka ryska sommarturister. Helsingfors stad utarrenderade området på 50 år till det 1834 bildade Ulrikasborgs Badbolag, i vilket Henrik Borgström var största aktieägare. År 1836 tillkom även en hälsovattenfabrik, som uppfördes av Pehr Adolf von Bonsdorff, bergskommissarien Victor Hartwall och bergmästaren Fredrik Tengström (1799–1871). 
Brunnshuset var ursprungligen avsett för badgästerna för att dricka hälsovatten, äta och umgås. Det fanns ingen källa i området, utan dryckerna kom från mineralvattenfabriken, som grundades av von Bonsdorff och Hartwall 1831. 
Brunnshuset hade ursprungligen en fasad i empirestil, en främre triangel som stöddes av fyra pelare, eller en fronton och en lång glasveranda. Inuti fanns en stor salong, ett biljardrum, en matsal, ett damrum, ett tidningsrum och vaktmästarbostad. Brunnsparkens bad blev populärt bland Sankt Petersburgs societet. Om somrarna framfördes musik och danser och stora fester. Badets popularitet som turistmål minskade på 1850-talet till följd av koleraepidemier och Krimkriget. Dess verksamhet upphörde på 1900-talet och anläggningen förstördes av en rysk flygbombning i februari 1944. 
Under Brunnshusets första sommar 1838 stod svenskfödda Cajsa Wahllund för matserveringen. Krögaren Louis Kleineh började 1858 att hålla restaurangen öppen året runt, anordnade teaterkvällar där och grundade en parkteater bredvid. År 1864 invigdes en musikscen, ritad av Carl Albert Edelfelt, på sydvästra sidan av Brunnshuset. Parkteatern, som låg lite längre norrut, revs 1874 för att ge plats åt en tillfällig utställningspaviljong för Finlands allmänna industriutställning 1876.
År 1900 invigdes intill restaurangen teaterscenen Brunnshusteatern, ritad av Theodor Höijer. Där anordnades till 1932 populära operettföreställningar. 
Byggnaden ändrades och utökades flera gånger. Theodor Höijer svarade för 1897 års ombyggnad.

## Industriutställningen 1876
Finlands allmänna industriutställning 1876 hölls i Brunnsparken mellan juli och september. Alldeles norr om Brunnshuset uppfördes en 40 meter lång utställningshall, som ritades av Theodor Höijer. Brunnshuset var evenemangets huvudrestaurang under dåvarande restauratören Carl Kämp. Utställningen visade bland annat jordbruks- och industrimaskiner tillverkade i Finland, som fartyg och ett helt ånglok.

## Bildgalleri

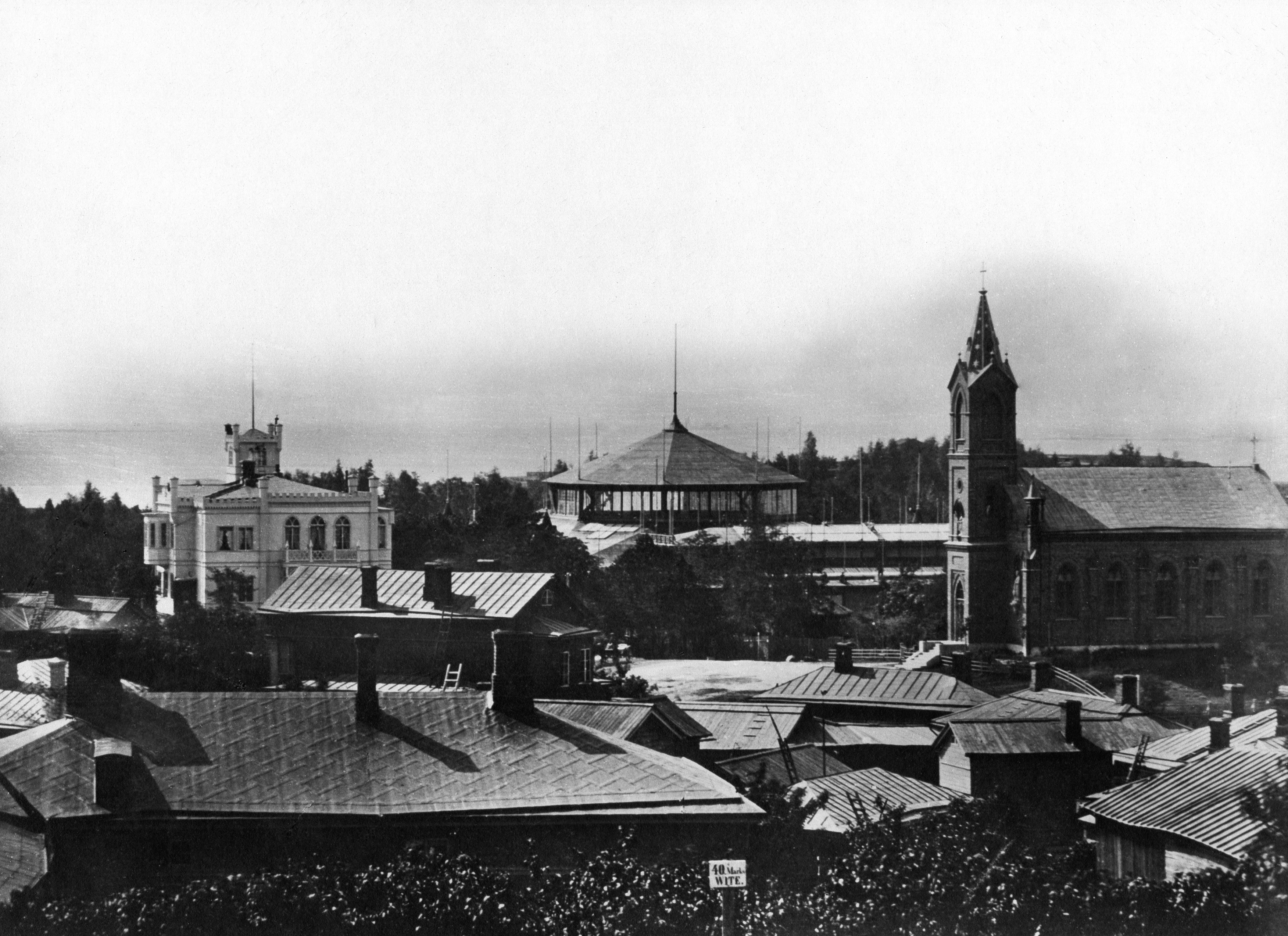
Utställningsområdet, med Brunnshuset till vänster
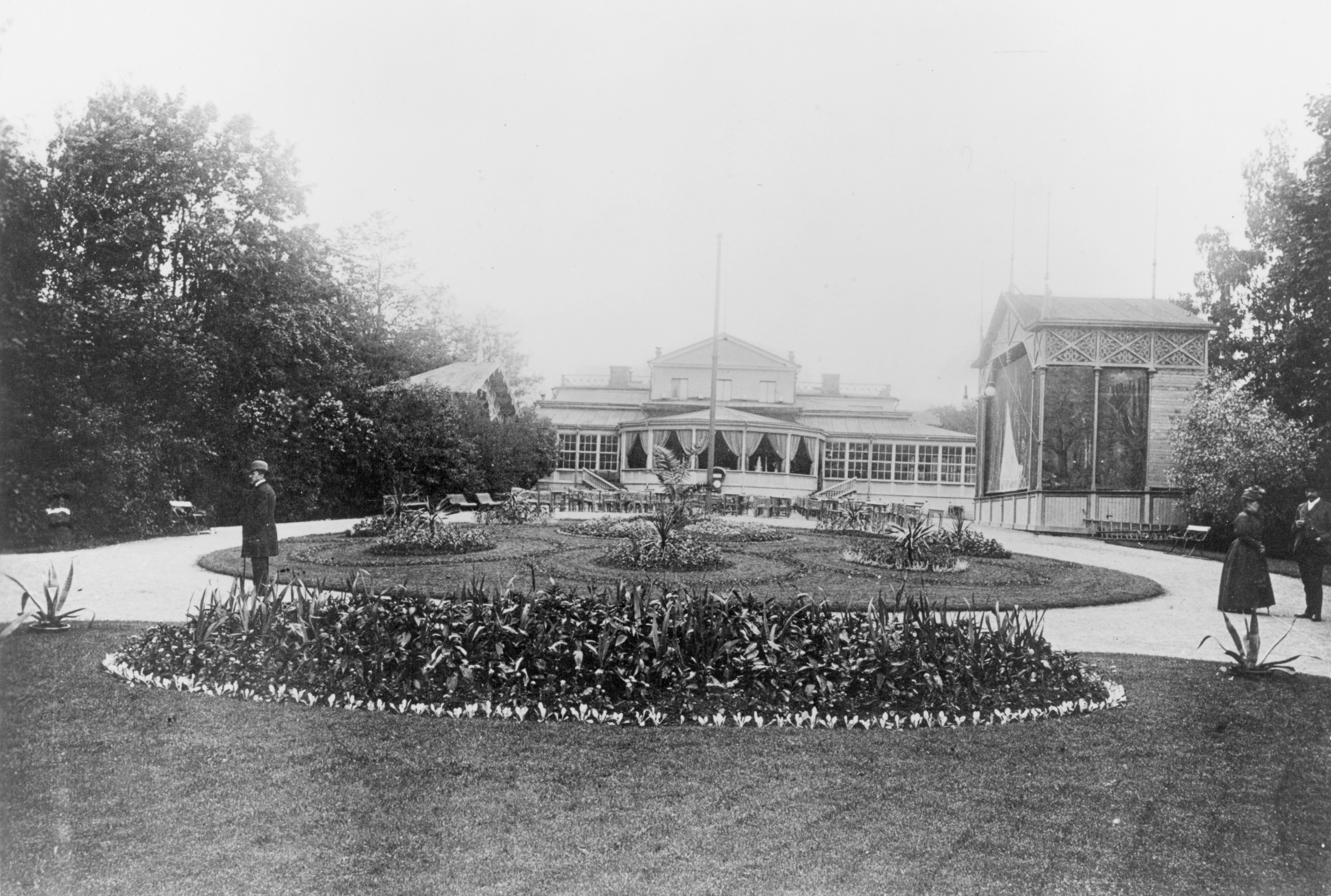
Brunnshuset med teaterpaviljongen, omkring 1900
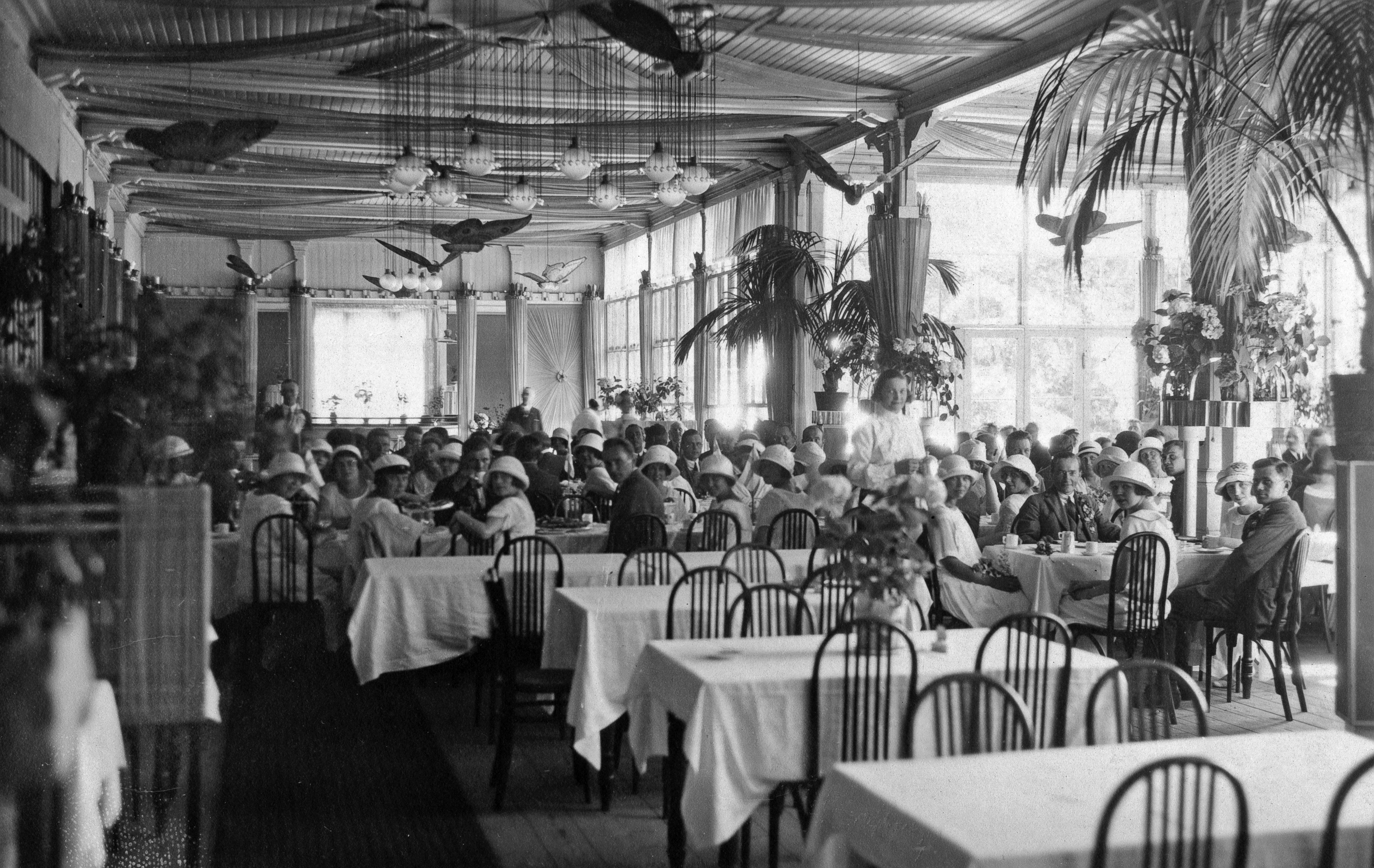
Hemkomstfest för idrottare, som återvänt från Olympiska sommarspelen 1924 i Paris
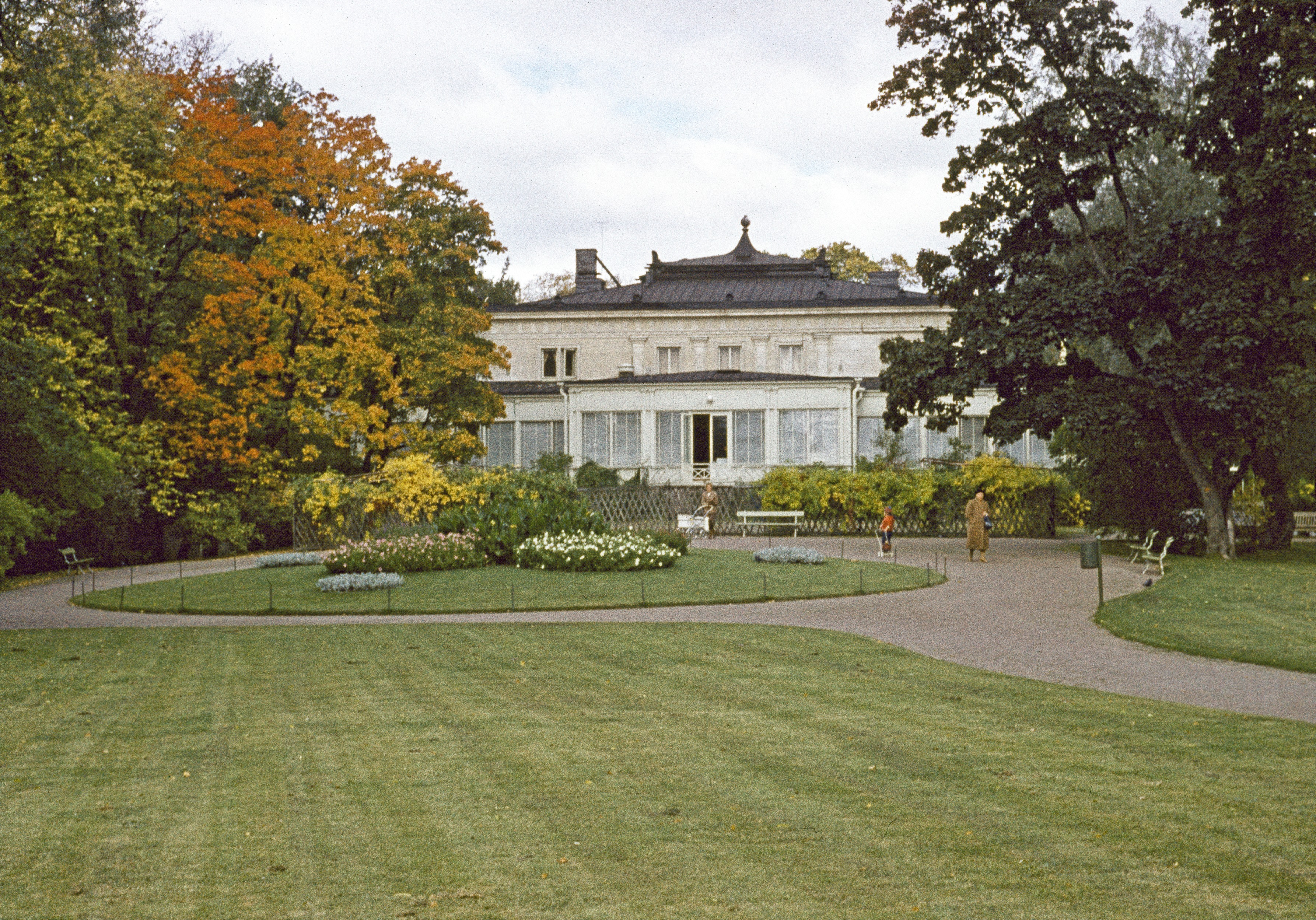
Brunnshuset, 1960
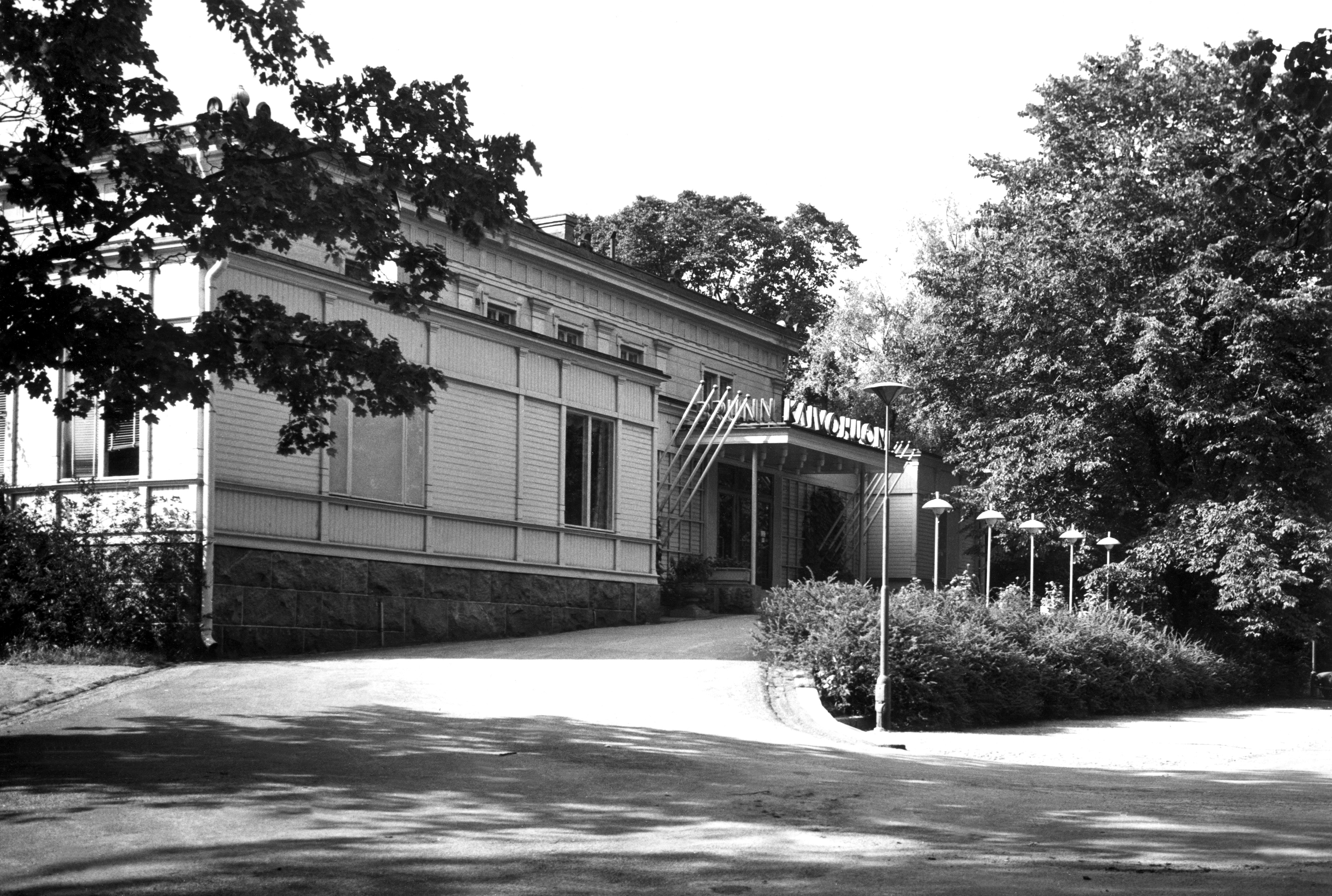
Entrén, 1961
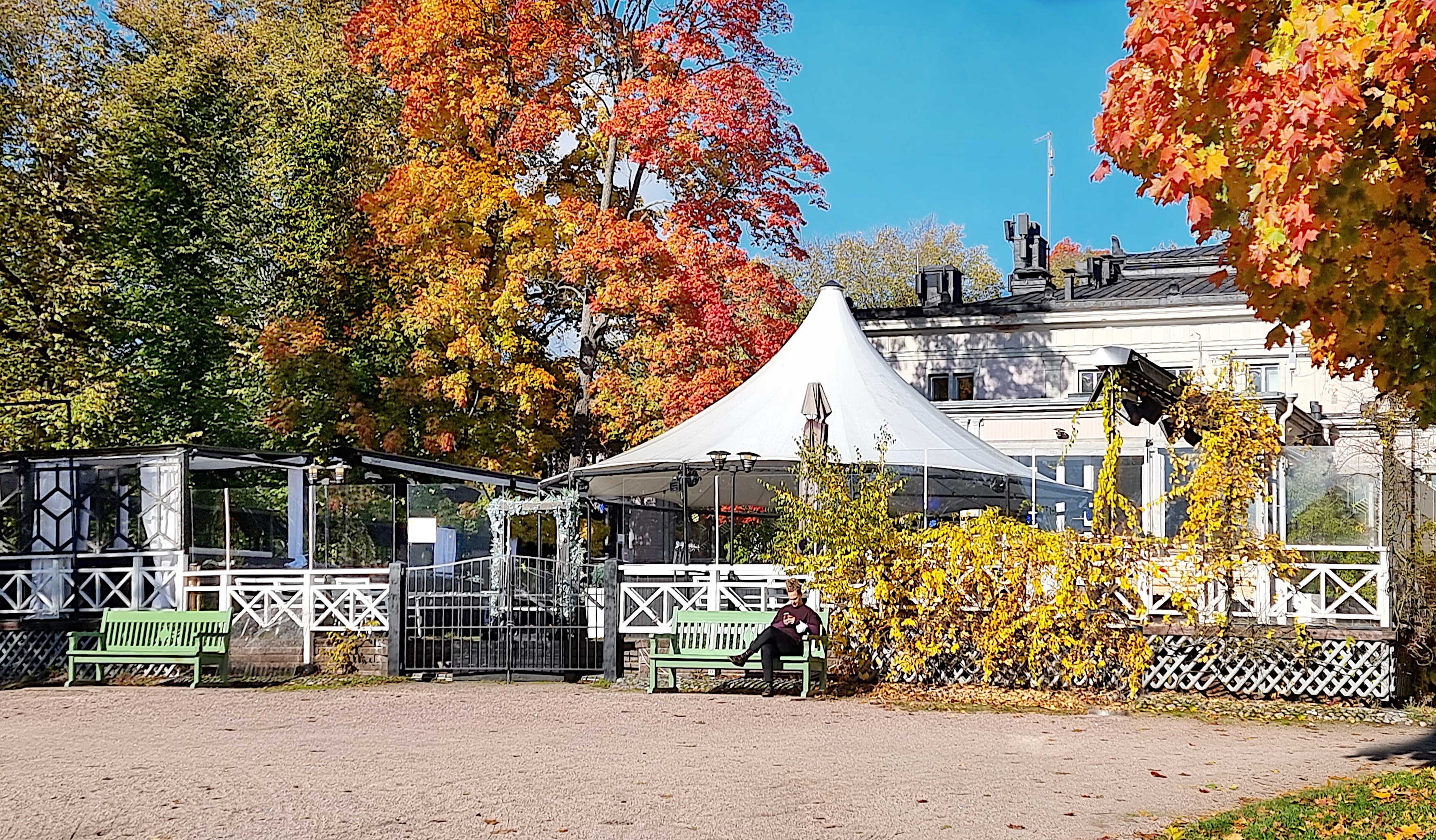
Brunnshuset, 2021